# Rådet för transport, telekommunikation och energi
Rådet för transport, telekommunikation och energi (engelska: Transport, Telecommunications and Energy Council, TTE), även känt som transportrådet, telerådet eller energirådet och formellt rådet (transport, telekommunikation och energi), är en av konstellationerna inom Europeiska unionens råd med ansvar för att lagstifta och fatta andra beslut som rör den gemensamma transportpolitiken, transeuropeiska nät och unionens energipolitik. Det sammanträder ungefär sex gånger om året och består vanligtvis av medlemsstaternas transport-, telekom- eller energiministrar. Europeiska kommissionen företräds av olika kommissionsledamöter beroende på vilken sakfråga som diskuteras.
Ordförande är den rådsmedlem som företräder ordförandelandet. Konstellationen lagstiftar normalt i enlighet med det ordinarie lagstiftningsförfarandet. Arbetet inom rådet för transport, telekommunikation och energi bereds av Ständiga representanternas kommitté (Coreper).
Rådet för transport, telekommunikation och energi bildades i juni 2002 efter en sammanslagning av tre tidigare konstellationer för transport, telekommunikation respektive energi. Syftet var att öka enhetligheten och samordningen mellan de olika politikområdena. Det sammanträder dock fortfarande i flera olika varianter beroende på om transport-, telekommunikation- eller energipolitik ska diskuteras. Normalt träffas transportministrarna cirka fyra gånger per år, energiministrarna cirka tre till fyra gånger per år och telekommunikationsministrarna två gånger per år.